# Hudson (Kolorado)
Hudson – miasto w Stanach Zjednoczonych, w stanie Kolorado, w hrabstwie Weld.